# Dominion (album de HammerFall)
Pour les articles homonymes, voir Dominion (homonymie).
Albums de HammerFall
Built to Last
(2016) Hammer of Dawn
(2022)
Singles
1. (We Make) Sweden Rock
Sortie : 3 mai 2019

Dominion est le onzième album studio du groupe suédois de power metal HammerFall sorti le 16 août 2019 sur le label Napalm Records.

## Liste des pistes
| No  | Titre                       | Durée |
| --- | --------------------------- | ----- |
| 1.  | Never Forgive, Never Forget | 5:31  |
| 2.  | Dominion                    | 4:40  |
| 3.  | Testify                     | 4:29  |
| 4.  | One Against the World       | 3:53  |
| 5.  | (We Make) Sweden Rock       | 4:16  |
| 6.  | Second to One               | 4:11  |
| 7.  | Scars of a Generation       | 4:41  |
| 8.  | Dead by Dawn                | 3:59  |
| 9.  | Battleworn                  | 0:39  |
| 10. | Bloodline                   | 4:46  |
| 11. | Chain of Command            | 4:01  |
| 12. | And Yet I Smile             | 5:29  |